# Le Valdécie
Le Valdécie település Franciaországban, Manche megyében. Lakosainak száma 145 fő (2018. január 1.). Le Valdécie Les Perques, Fierville-les-Mines, Saint-Jacques-de-Néhou, Saint-Pierre-d’Arthéglise és Sortosville-en-Beaumont községekkel határos.

## Népesség
A település népességének változása:
| Lakosok száma | 189  | 171  | 152  | 153  | 136  | 117  | 126  | 145  | 145  | 145  |
|               | 1962 | 1968 | 1982 | 1990 | 1999 | 2008 | 2011 | 2013 | 2017 | 2018 |